# Yabu Kentsū

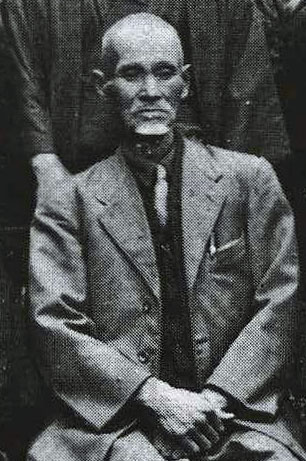
Yabu Kentsū

Yabu Kentsū (jap. 屋部 憲通; * 1866 auf Okinawa, Japan; † 1937 auf Okinawa, Japan) war Meister des Karate und war mitverantwortlich dafür, den „militärischen Drill“, nach dem noch heute Karate in den meisten Fällen unterrichtet wird, einzuführen. Seine militärische Karriere brachte ihm den Spitznamen Yabu Gunsō (dt. „Feldwebel“) ein.
Yabu war Schüler von Itosu Ankō und Matsumura Sōkon. Über seinen Schüler Gima Makoto hatte sein Trainingsstil womöglich auch Einfluss auf die Entwicklung des Gima-ha Shotokan-Ryū in Japan.
Er unterrichtete unter anderem an der Lehrerausbildungsaustalt (Shihan Gakkô) in Shuri, Okinawa. Von 1919 an lebte er acht Jahre in den USA und stellte 1927 sein Karate auf Hawaii vor. Er starb 1937.